# كومال (لغة برمجة)
كومال  (COMAL) اختصار لـ (Common Algorithmic Language) هي لغة برمجة للحاسب طورت في الدنمارك من قبل Benedict Løfstedt و[[Børge R. Christensen]] عام 1973.
«تقرير لغة البرمجة كومال 80» يعتوي على التعريف الرسمي للغة.

## التصميم
صممت كومال في الأصل لتدمج بين لغات البرمجة التعليمية السائدة في ذلك الوقت، بيسك وباسكال، ومن المفترض أن تقوم بإدخال عناصر البرمجة الهيكيلة في بيئة تستخدم بيسك في العادة.

## التاريخ
في أوائل الثمانينات فازت شركة أبل بعقد لأستيراد حاسبات أبل II CP/M وكومال إلى المدارس الثانوية في أيرلندية.
في 1990 أنتج توماس لاندي وروري اوسوليفان النص النهائي لبرمجة كومال. وتم مطابقة ومقارنة كومال مع البنية الأساسية لبي بي سي.

## التوفر
تتوفر كومال لـ:
- بي بي سي مايكرو
- كومودور PET (المجال العام)
- كومودور 64
- Commodore 128
- أميغا
- Compis
- Scandis
- سي بي / إم
- حاسبات آي بي إم
- تيكي 100
- زد اكس سبكتروم
- ماك أو إس عشرة
- Grundy NewBrain

## أمثلة
الشروط (Conditions):
```
IF condition THEN
instructions
ENDIF
```

الدورات (Loops):
```
FOR number:= 1 TO 1000 DO 
PRINT number
ENDFOR
```

طباعة بيانات مع متغيرات:
```
INPUT "Whats your favourite number...":nmr%
CLS
PRINT "Your favourite number is " ; nmr%
```

## "Hello, world!"
```
10 PAGE
20 FOR number:= 1 TO 10 DO
30 PRINT "HELLO, WORLD!"
40 ENDFOR
50 END " "
```

## وصلات خارجية
- OpenComal – تطبيق مفتوح المصدر لكومال في يونكس، أم أس-دوس، ووندوز
- MacharSoft
- وصف لكومال، الإصدارات، والخصائص
- بيلوغرافيا أخرى للغة كومال
- تطبيق كومالفي نظام ماك العاشر (Mac OS X) «كومال 2»
- أرشيف كومال لسي بي إم/بي إي تي وC64 نسخة محفوظة 9 ديسمبر 2012 على موقع واي باك مشين.